# Juan López López

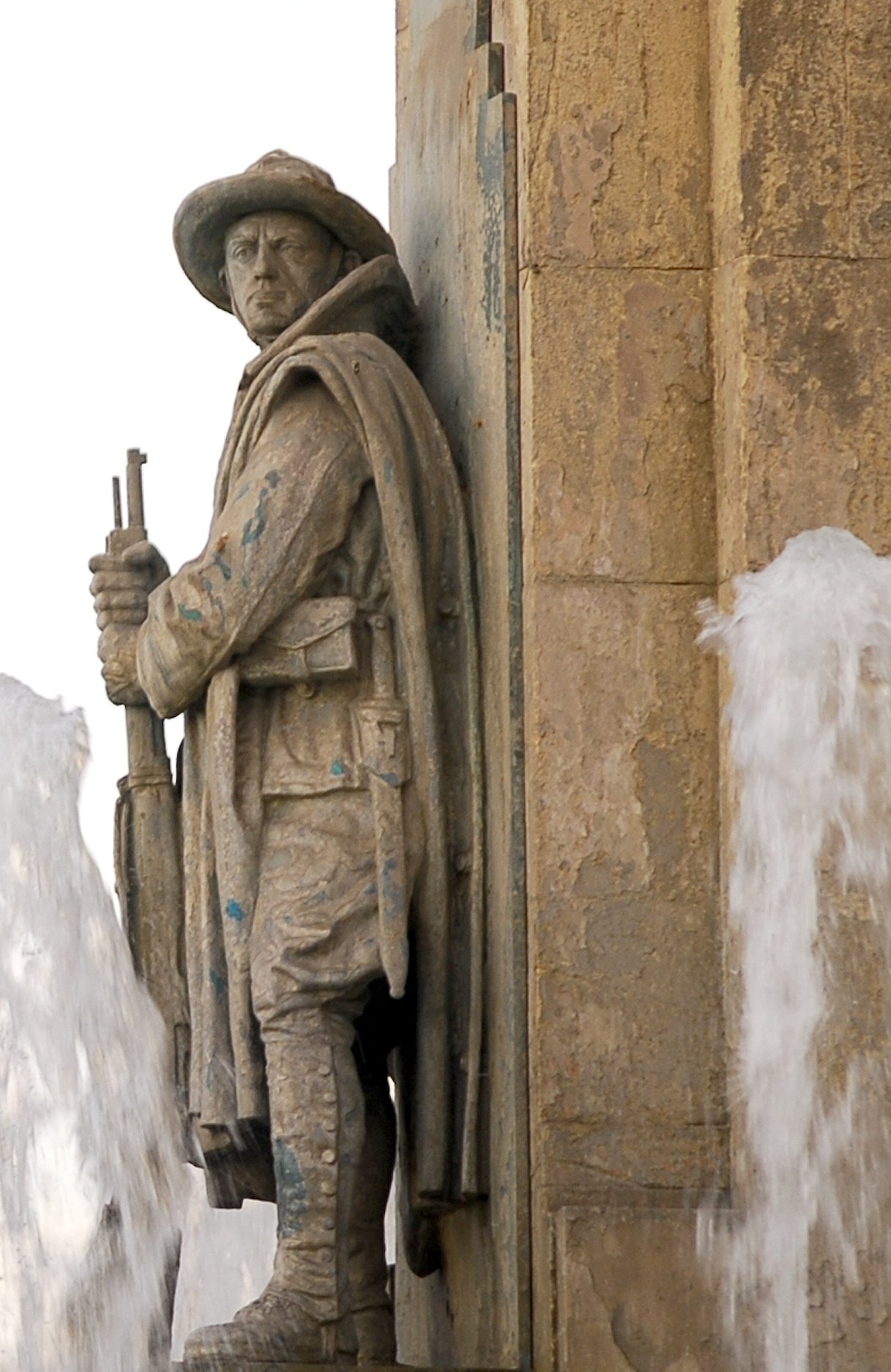
El soldado que mira al Gurugú en Melilla

Juan Gil Manuel López López (Melilla, 1 de septiembre de 1909 – Barcelona, 1988) fue un escultor español.

## Biografía
Nacido en Melilla el 1 de septiembre de 1909, era hijo de Juan López Merino y Matilde López Uceda. Fue autor de esculturas como la del Monumento a los Héroes y Mártires de la guerra de África o Mujer castellana, en su ciudad natal, o el Monumento a Narciso Díaz de Escovar ubicado en el parque de Málaga. Murió en 1988 en Barcelona.